# Gil Joseph Wolman
Gil Joseph Wolman (Paris, 1929 - 1995) foi um poeta, pintor e cineasta francês, membro do chamado Letrismo, no início dos anos de 1950, grupo que daria origem à Internacional Situacionista.